# Libor Hájek
Libor Hájek (* 4. Februar 1998 in Smrček) ist ein tschechischer Eishockeyspieler, der seit Dezember 2023 beim HC Dynamo Pardubice in der tschechischen Extraliga unter Vertrag steht. Bei der Weltmeisterschaft 2024 gewann er mit der tschechischen Nationalmannschaft den Titel.

## Karriere

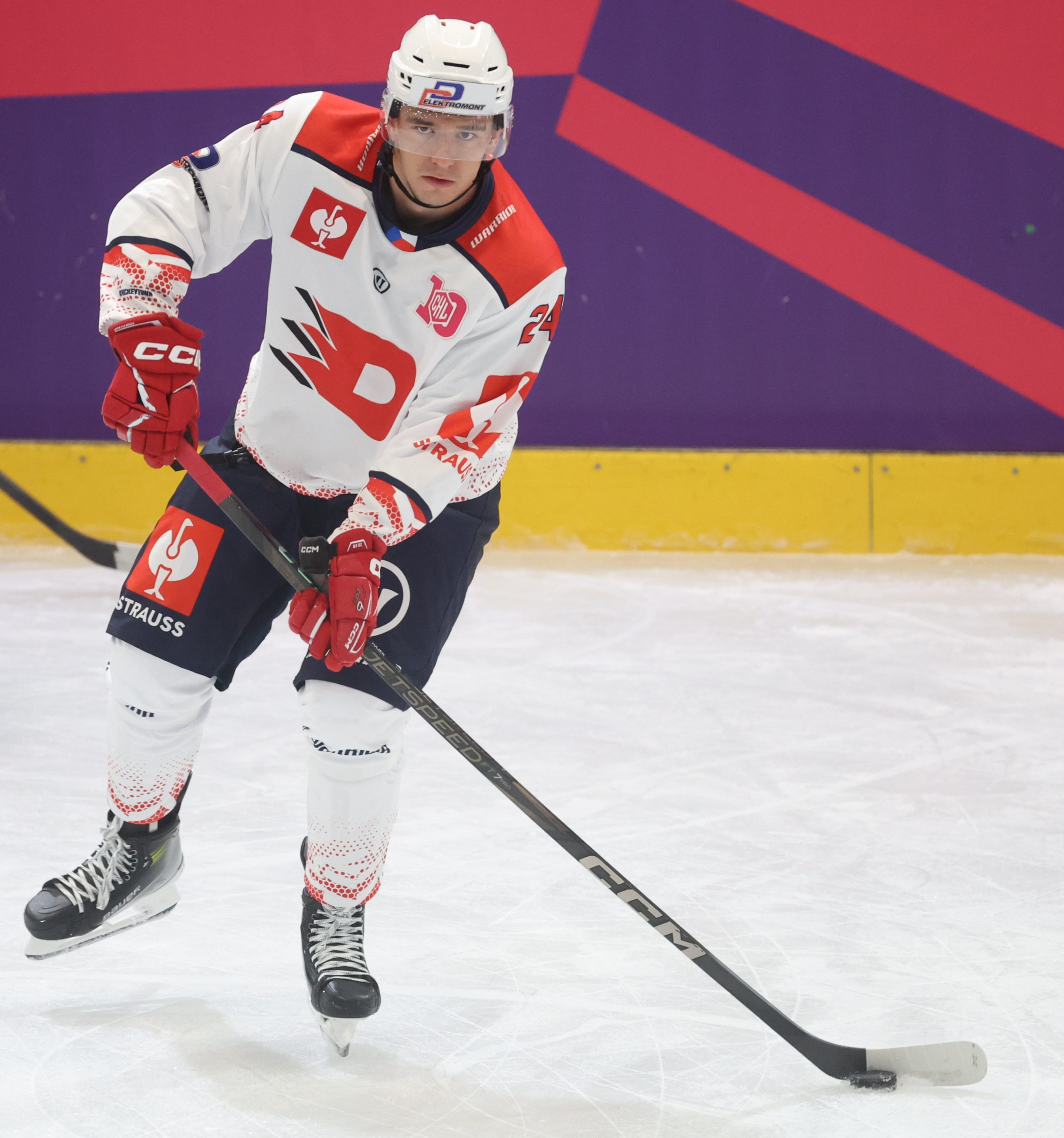
Hájek im Trikot des HC Dynamo Pardubice (2024)

Libor Hájek begann seine Karriere beim HC Kometa Brno, für den er in der Saison 2014/15 in der Extraliga debütierte. Bereits 2013 war er mit der U16 des Klubs tschechischer Meister dieser Altersklasse geworden. Anschließend wurde er im CHL Import Draft 2015 an zweiter Position von den Saskatoon Blades gezogen und wechselte daraufhin nach Kanada in die Western Hockey League. Dort wurde er 2016 für das CHL Top Prospects Game nominiert. In der Folge wählten ihn die Tampa Bay Lightning im NHL Entry Draft 2016 in der zweiten Runde an insgesamt 37. Position aus. Er blieb jedoch bis 2018 in der WHL, auch wenn er in der Spielzeit 2016/17 acht Spiele für Tampas Farmteam Syracuse Crunch in der American Hockey League absolvierte.
Zur Trade Deadline im Februar 2018 wurde Hájek an die New York Rangers abgegeben. Mit ihm erhielt New York Wladislaw Namestnikow und Brett Howden, ein Erstrunden-Wahlrecht für den NHL Entry Draft 2018 sowie ein weiteres Zweitrunden-Wahlrecht. Im Gegenzug erhielt Tampa Ryan McDonagh und J. T. Miller. Für die Rangers absolvierte er am 1. März 2019 gegen die Canadiens de Montréal sein erstes Spiel in der National Hockey League. Bis 2023 absolvierte er 110 NHL-Partien für New York und zudem 115 AHL-Spiele für das Hartford Wolf Pack, deren Farmteam. Im Sommer 2023 wechselte er zu den Wilkes-Barre/Scranton Penguins in die AHL, kehrte aber bereits im Dezember des Jahres in seine tschechische Heimat zurück, wo er sich dem HC Dynamo Pardubice anschloss.

### International
Hájek nahm im Nachwuchsbereich zunächst an den U18-Weltmeisterschaften 2015 und 2016 teil. Für die tschechische U20-Nationalmannschaft bestritt er die U20-Weltmeisterschaft 2018.
Darüber hinaus absolvierte er im Rahmen der Euro Hockey Tour 2020/21 erste Einsätze für die A-Nationalmannschaft seines Heimatlandes. In der Folge bestritt er mit der Weltmeisterschaft 2021 sein erstes großes Turnier. Bei der Weltmeisterschaft 2024 im eigenen Land gelang ihm mit den Tschechen der Titelgewinn und spielte anschließend im Jahr 2025 erneut für sein Heimatland.

## Erfolge und Auszeichnungen
- 2013 Tschechischer U16-Meister mit dem HC Kometa Brno
- 2016 Teilnahme am CHL Top Prospects Game
- 2024 Tschechischer Vizemeister mit dem HC Dynamo Pardubice
- 2025 Tschechischer Vizemeister mit dem HC Dynamo Pardubice

### International
- 2024 Goldmedaille bei der Weltmeisterschaft

## Karrierestatistik
Stand: Ende der Saison 2024/25

### International
Vertrat Tschechien bei:
| - U18-Weltmeisterschaft 2015 - U18-Weltmeisterschaft 2016 - U20-Weltmeisterschaft 2018 | - Weltmeisterschaft 2021 - Weltmeisterschaft 2024 - Weltmeisterschaft 2025 |

(Legende zur Spielerstatistik: Sp oder GP = absolvierte Spiele; T oder G = erzielte Tore; V oder A = erzielte Assists; Pkt oder Pts = erzielte Scorerpunkte; SM oder PIM = erhaltene Strafminuten; +/− = Plus/Minus-Bilanz; PP = erzielte Überzahltore; SH = erzielte Unterzahltore; GW = erzielte Siegtore; 1 Play-downs/Relegation; Kursiv: Statistik nicht vollständig)